# Apostolisches Vikariat Caquetá
Das Apostolische Vikariat Caquetá (lat.: Apostolicus Vicariatus de Caquetá) war ein in Kolumbien gelegenes römisch-katholisches Apostolisches Vikariat mit Sitz in Florencia. 

## Geschichte
Das Apostolische Vikariat Caquetá wurde am 20. Dezember 1904 durch Papst Pius X. aus Gebietsabtretungen des Bistums Pasto als Apostolische Präfektur Caquetá errichtet. Die Apostolische Präfektur Caquetá wurde am 31. Mai 1930 durch Papst Pius XI. zum Apostolischen Vikariat erhoben. 
Am 8. Februar 1951 wurde das Apostolische Vikariat Caquetá durch Papst Pius XII. aufgelöst. Aus dem Territorium des Apostolischen Vikariates Caquetá wurden die Apostolischen Vikariate Florencia und Sibundoy sowie die Apostolische Präfektur Leticia errichtet. 
Im Jahre 1950 lebten im Gebiet des Apostolischen Vikariates Caquetá 98.500 Katholiken. Das Apostolische Vikariat war in elf Pfarreien unterteilt und hatte 27 Priester.

## Ordinarien

### Apostolische Präfekten von Caquetá
- Fedele da Montclar OFMCap, 1905–1930

### Apostolische Vikare von Caquetá
- Miguel Gaspar Monconill y Viladot OFMCap, 1930–1946
- Camilo Plácido Crous y Salichs OFMCap, 1947–1951, dann Apostolischer Vikar von Sibundoy